# Ayit Aviation and Tourism
Ayit Aviation and Tourism (hebräisch עַיִט שֵׁרוּתֵי תְּעוּפָה  פְּרָטִית וְתַיָּרוּת ʿAjiṭ Scherūtej Təʿūfah Praṭīt wəTajjarūt, deutsch ‚Adler – Privat- und Tourismusflugdienste‘}) ist ein israelisches Luftfahrtunternehmen mit Sitz in Beʾer Scheva und Basis auf dem Flughafen Beʾer Scheva.

## Unternehmen
Ayit wurde 1985 gegründet und betreibt keine planmäßige Flüge zur Beförderung von Fluggästen, sondern bietet neben einer Flugschule Erlebnisflüge wie z. B. Fallschirmspringen an.

## Flotte
Mit Stand November 2013 besteht die Flotte der Ayit Aviation aus zehn Flugzeugen:
| Flugzeugtyp                  | Anzahl | bestellt | Anmerkungen                           |
| ---------------------------- | ------ | -------- | ------------------------------------- |
| Britten-Norman BN-2 Islander | 01     |          |                                       |
| Cessna 152                   | 01     |          | Flugschule                            |
| Cessna 172                   | 02     |          | Flugschule                            |
| Cessna 206                   | 01     |          |                                       |
| Cessna 414                   | 01     |          |                                       |
| De Havilland Canada DHC-6    | 01     |          | Absetzmaschine für Fallschirmspringer |
| Piper PA-31                  | 01     |          |                                       |
| Short 360                    | 01     |          | Flugschule                            |
| Gesamt                       | 10     | –        |                                       |